# El lodo
El lodo es una película española de thriller de 2021 dirigida por Iñaki Sánchez Arrieta y protagonizada por Paz Vega y Raúl Arévalo. El reparto lo completan Roberto Álamo, Susi Sánchez y Joaquín Climent.

## Sinopsis
Una fuerte sequía castiga las vastas extensiones de arrozales en el Levante español. Ricardo, un prestigioso biólogo, después de viajar por todo el mundo, tiene la oportunidad de volver a sus raíces para cumplir una misión, proteger el paraje natural donde vivía de niño. Las medidas que debe tomar le enfrentarán radicalmente a los lugareños, que ven atacada su forma de vida y subsistencia, un enfrentamiento que tendrá consecuencias inesperadas.

## Reparto
- Raúl Arévalo como Ricardo
- Paz Vega como Claudia
- Daniela Casas como Julia
- Joaquín Climent como Eusebio
- Susi Sánchez como Francisca
- Roberto Álamo como Tomás
- Toni Misó como Bernardo
- Susana Merino como Rosana
- Juan Gea como Inspector Baños

## Producción
La película fue anunciada en el Festival de Cine de San Sebastián de 2020, cuyo rodaje comenzó en octubre de ese mismo año, centrándose en localizaciones de la albufera de Valencia. Se trata del segundo largometraje de Iñaki Sánchez Arrieta, después de Zerø.